# Ivan-Baba
Ivan-Baba (rus. Иван-Баба, također “Sveti Bob”) nalazi se na vrhu rta Kiik-Atlama, od kojeg ga dijeli uski tjesnac sa stjenovitim obalama širokim oko 5-10 metara i dubokim oko 20 metara. Otok je planina s visinom od 30-50 m.
Otok je nastao kao posljedica potresa, a moguće je i da su eroziju uzrokovali morski valovi i oluje, koje nisu rijetkost u vodama susjednog zaljeva Dvujakornaja. Na morskom dnu u blizini otoka leže ostaci putničkog parobroda "Constantine", koji je potonio u magli devedesetih godina 19. stoljeća. Prema jednoj verziji, otok je dobio ime u srednjem vijeku jer su čudesno spašeni pomorci na otoku sagradili hram u čast sv. Ivana Krstitelja. Ruski vodič "Krim", objavljen početkom 20. stoljeća, kaže da je kapelica na otoku sagrađena na grobu mrtvih ribara. Ovako ili onako, mala kapelica ubrzo je dala ime otoku koji je na srednjovjekovnim kartama označen kao Rt sv. Ivana. Nakon 15. stoljeća, pod Otomanskim Carstvom, ovo je ime turcizirano i postalo Ivan-Baba, što na krimskotatarskom znači “Ivan Otac”. Ostaci zidova srednjovjekovnog hrama mogu se vidjeti s mora i danas. Do samog otoka možete doći samo brodom iz obližnjeg sela Ordžonikidze . Do 1991. godine otok je bio zatvoren za posjetitelje zbog obližnjeg vojnog pogona. Na samom otoku nema stalne populacije, ali ovdje bujaju kolonije ptica, prvenstveno vranaca .
Prema svjedočenju starijih feodosijskih stanovnika, nakon Drugog svjetskog rata otok je dobio drugo, neslužbeno ime - Grobnica mornara (navodno u spomen na mornara koji je pobjegao njemačkom progonu i odlučio se baciti u more radije nego biti zarobljen).